# 현북중학교
현북중학교(縣北中學校)는 대한민국 강원특별자치도 양양군 현북면 상광정리에 있는 공립 중학교이다.

## 학교 연혁
- 1967년 10월 28일 : 현북중학교 설립 인가(3학급)
- 1968년 3월 5일 : 입학식 거행(1학급)
- 1982년 3월 5일 : 학급 증설 인가(9학급)
- 1998년 3월 1일 : 학급 감축 인가(3학급)
- 2022년 9월 1일 : 제28대 이건 교장 부임
- 2023년 1월 4일 : 제53회 졸업식(졸업생 6명, 누계 2,771명)
- 2023년 3월 2일 : 2023학년도 신입생 입학(3명)

## 참고 자료
- 현북중학교 - 한국교육학술정보원 학교알리미